# Poa jubata
Poa jubata är en gräsart som beskrevs av Anton Joseph Kerner. Poa jubata ingår i släktet gröen, och familjen gräs. Inga underarter finns listade i Catalogue of Life.